# Sloanea forbesii
Sloanea forbesii är en tvåhjärtbladig växtart som beskrevs av F. Müll.. Sloanea forbesii ingår i släktet Sloanea och familjen Elaeocarpaceae. Inga underarter finns listade i Catalogue of Life.